# 广义逆高斯分布
在概率论中，广义逆高斯分布是概率密度函数为
{\displaystyle f(x)={\frac {(a/b)^{p/2}}{2K_{p}({\sqrt {ab}})}}x^{(p-1)}e^{-(ax+b/x)/2},\,x>0,}
的概率分布，其中{\displaystyle K_{p}}是{\displaystyle a>0}且{\displaystyle b>0}的第三类修正贝塞尔函数。在地质统计学、统计语言学以及金融等领域大量地使用着这种概率分布。这种概率分布最初是Etienne Halphen提出的。后来Ole Barndorff-Nielsen与Herbert Sichel再次发现这种概率分布，并且将它普及开来。Ole Barndorff-Nielsen将这种概率分布称为广义逆高斯分布。这种概率分布也称为Sichel分布。
另外一种扩展概率分布是“对数广义逆高斯分布”，由于这种概率分布非常复杂，所以实际应用中需要使用计算机进行计算。